# Gustaf Törnfelt
Gustaf Werner Törnfelt, född 3 april 1884 i Söderköping, död 18 mars 1967 i Söderköping, var en svensk spelman. Han lärde sig några melodier av spelmannen Niklas Jonsson i Skönberga socken.

## Biografi
Törnfelt föddes 3 april 1884 i Söderköping. Han var son till garvaren Anders Johan Törnfelt och Eva Charlotta Karlsdotter. 1887 flyttade familjen från Söderköping till Hälla Lillgård i Ringarums socken. Där började hans far att arbeta som handlare. 1896 bosatte de sig på Källsätter i Skönberga socken. Där lärde han sig några melodier av spelmannen Niklas Jonsson i Skönberga. Törnfelt blev 1899 dräng på Bredsätter och år 1900 på Fröberga. 1903 arbetade han som dräng på Stora Arentorp i Skällviks socken. Törnfelt började 1908 arbeta på Ljusfors pappersbruk i Kullerstad. 1909 började arbetade som dräng på Stora Norrby i Ringarums socken och 1910 på Stora Ulvebo i Skällviks socken.
Törnfelt gifte sig 29 oktober 1911 med Ingrid Serafia Nilsson. De bosatte sig på Ekelund i Skällvik. 1916 blev han torpare på Östra Kolarbo under Stora Ulvebo. Familjen flyttade 1925 Stora Norrby i Ringarum och samma år vidare till Krogsmåla i Drothems socken. På senare år kom Törnfelt i kontakt med Östergötlands spelmansförbund och då började ägna sig mer åt fiolspelandet. Han kom bland annat i kontakt med spelmannen Anders Höggren i Borgs socken. Törnfelt avled 18 mars 1967 i Söderköping.

### Familj
Törnfelt gifte sig 29 oktober 1911 med Ingrid Serafi Nilsson (född 1892). De fick tillsammans barnen Gustav Hubert (född 1914) och Vera Ingegärd (född 1924).

## Verklista
- Vals i D-dur efter lantbrukaren Niklas Jonsson i Skönberga.[8]
- Polska i D-dur efter lantbrukaren Niklas Jonsson i Skönberga.[8]
- Polska i D-dur. Låten spelades av bonddottern Fia Engström (Spele Fia) från Hammartorp i Skällvik. Hon var elev till Pelle Fors.[8]
- Polska i D-dur. Låten spelades av Brita Edlén, Norrköping. Törnfelt trodde att låten kom från Gusum.[8]
- Polska i D-dur från Skönberga.[8]